# Holorusia esakii
Holorusia esakii är en tvåvingeart som först beskrevs av Takahashi 1960.  Holorusia esakii ingår i släktet Holorusia och familjen storharkrankar. Inga underarter finns listade i Catalogue of Life.